# Alf Robertson
Alf Åke Robertson, född 8 juni 1941 i Göteborg, död 24 december 2008 i Frillesås, var en svensk sångare, kompositör och textförfattare. Han noterades för flera albumframgångar i Sverige.

## Biografi

### Bakgrund
Robertson, som växte upp i Gamlestaden i Göteborg, gick till sjöss på M/S Canada 1957 då han bara var 15 år gammal. Vid 16 års ålder började han som mässuppassare på M/S Annie Johnson och senare avancerade han till kock. Han trivdes bra med sjömanslivet, och det dröjde tio år innan han gick i land för gott.
Våren 1961 befann Alf Robertson sig i New York. Vid 42:a gatan låg en så kallad Record yourself-kiosk. Där klev han in och la i ett mynt och började sjunga den smått fräcka barnvisan "Doktor'n Lisa på magen tar", och denna skiva blev den första skivinspelningen med Alf Robertson.
Vid ett besök i Stockholm hittade han en LP-skiva med sångaren Bobby Bare. De flesta låtarna var skrivna av Jack Clement. Alf Robertson översatte texterna och skickade dem till grammofonbolaget Elektra. Han fick sjunga in sina egna översättningar och slog 1968 igenom med "Riv inte vårt kvarter", som blev en succé och hamnade på Svensktoppen.

### Nashville och Sverige
1971 flyttade Alf Robertson till Nashville, där han sedan bodde i närmare fyra års tid. Han var även bosatt i Nashville under en tid i slutet av 80-talet samt i början av 90-talet. Under en period var han fast anställd på Elektras musikförlag Edition Liberty där hans huvudsakliga uppgift var att leta fram nya låtar. Robertsons nästa stora skivsuccé, 1972, var "Lasse och Marie" (original "Jody and the Kid" av Kris Kristofferson); även den gick in som etta på Svensktoppen. 
I Nugget Studios spelade Robertson 1974 in albumet Alf Robertson in Nashville, där ackompanjemanget sköttes av namn som Hargus "Pig" Robbins (piano), D. J. Fontana (trummor), Bob Moore (bas), Fred Carter Jr. (gitarr), Charlie McCoy (munspel), The Nashville Symphony Sounds (stråkar) samt kören The Jordanaires (känd från flera Elvis Presley-filmer). Han sjöng samtidigt in en svensk LP-version, dock utan den amerikanska bakgrundskören. Båda albumen var på CBS-etiketten. En av låtarna låg en kort tid på Svensktoppen.
Den engelskspråkiga versionen av Nashville-skivan kom inte ut förrän året efter inspelningen, och där syntes på omslaget – trots att bardiskens dekorativa gyllene tjurhuvud nödtorftigt doldes av Alf Robertsons autoharpa och Sören Skarbacks uppställda gitarr – att fotot var taget i efterhand. Fotot var taget på puben Engelen i Stockholm. Baksidesfotot var dock från Nashville.
Kollegan Mats Rådberg blev i sin solodebut, 1975, etta på Svensktoppen med Robertsons text "Den vita duvan", till en melodi av Lasse Holm. Alf Robertson hade hela det året låtskrivarlokaler på Rosenlundsgatan i Stockholm. Hans lärling där, den tjugoårige Sören Skarback, gjorde sin scendebut under en av Robertsons tio tisdagsshower på Mosebacke Etablissement. Alf gjorde den hösten turné med världsstjärnan Wanda Jackson, som var två veckor i Skandinavien; för Sveriges del skedde framträdanden i Västerås, Stockholm, Göteborg, Örebro samt i radio och TV. 
Ganska länge hade Alf Robertson Countrymasarna från Avesta som kompband. Han ingick också i skiv- och konsertgruppen The Country Show med bland andra Mats Rådberg, Kikki Danielsson och Carina Wessman. 
Alf Robertson har översatt många countrylåtar. En av hans största succéer är "Hundar, ungar och hembryggt äppelvin" från 1977. Den låten skrev och sjöng Tom T Hall i original på engelska som "(Old Dogs, Children and) Watermelon Wine". Han har spelat in cirka 50 album och skrivit cirka 150 låtar med egen text och musik. Han har även tolkat Gunnar Wiklund och Lasse Dahlquist på skiva. Han fick en guldskiva 1981 för albumet Mitt land.

### Senare år
Under 1980-talet bodde Robertson en period i Österbotten, Finland, och spelade där på marknader och åldringshem. Han spelade in ett antal låtar under sin tid i Finland men utkom under decenniet främst med ett tiotal album på svenska M Records, huvudägt av Bert Karlsson i Skara.
Alf Robertson ställde ofta upp gratis med framträdanden på sjukhus och ålderdomshem. Han skulle egentligen varit underhållare på M/S Estonia den kväll som båten förliste i september 1994. På grund av sjukdom fick han lov att ställa in sin medverkan och kontaktade då gode vännen Pierre Isacsson som gick in som ersättare. Robertson såg Isacssons förolyckande som en av de svåraste händelser han konfronterats med.
Alf Robertson avled 2008 efter en längre tids sjukdom. Två månader tidigare hade Robertson stått på scen i Trollhättan. Göteborgs-Posten var på plats och såg en man märkt av sina tidigare hjärnblödningar och hjärtinfarkter, men ansåg att sången lät bättre än mellansnacket och att Robertsons gnista var tillbaka. Strax därpå drabbades dock Robertson av ytterligare en hjärtinfarkt.
Alf Robertson begravdes i Skogskapellet i Kungsbacka den 30 december 2008.
Den 5 december 2009 hölls en hyllningskonsert för Alf Robertson i Flunsåsparken på Hisingen.

### Familj och eftermäle
Robertsons föräldrar hette Holger och Stella Robertson. Alf Robertson bildade familj ganska sent i livet och gifte sig med Monica (född 1961) och tillsammans fick de två döttrar, Lisen och Isabella. De bodde i Frillesås i norra Halland.
Alf Robertson blev invald i Radio Nostalgi Hall of Fame den 12 maj 2009 (postumt).

## Diskografi
- 1968 - Riv inte vårt kvarter
- 1968 - En liten fågel flög…
- 1970 - Möt Alf Robertson
- 1971 - Fille filur
- 1972 - Närmast till att leva
- 1973 - Sånger mina vänner sjöng
- 1974 - Alf i Nashville
- 1974 - Alf in Nashville (samma melodier fast med engelska texter)
- 1976 - Hundar och ungar och hembryggt äppelvin
- 1977 - Ibland är det som en himmel
- 1977 - Några få minuter
- 1978 - Help the cowboy sing the blues
- 1979 - Nostalgi
- 1981 - Mitt Land
- 1982 - Emilys foto
- 1982 - Symfoni
- 1982 - Till Ada med kärlek (Alf Robertson sjunger Lasse Dahlquist)
- 1983 - Det kommer från hjärtat
- 1983 - Tellus
- 1984 - Vår värld
- 1985 - Alf Robertson Solsken - det bästa från 1977-1979
- 1986 - Livet är ju som det är
- 1987 - Såna som jag
- 1989 - Tacka vet jag vanligt folk
- 1990 - Liljor
- 1991 - Country classics
- 1992 - I väntan på Dolly
- 1993 - Adios amigo (Alf Robertson sjunger Gunnar Wiklund)
- 1995 - Hundar och ungar och hembryggt äppelvin (samlings-cd)
- 1997 - I full frihet
- 2001 - Guldkorn
- 2001 - Soldaten och kortleken-32 av mina bästa låtar
- 2002 - En liten Femöres kola 1968-86
- 2002 - Rosenkyssar
- 2003 - Alf Robertson Klassiker
- 2007 - Alf Robertsons Bästa
- 2009 - En flisa av granit
- 2009 - Alf rockar på svenska